# دولاس (أنغلزي)
دولاس (بالإنجليزية: Dulas, Anglesey)‏ هي قرية تقع في المملكة المتحدة في ويلز.